# Loosely Exactly Nicole
Loosely Exactly Nicole – amerykański serial telewizyjny (komedia) wyprodukowany przez MTV Production Development i którego pomysłodawcami są Christian Lander oraz Christine Zander. Serial emitowany od 5 września 2016 roku do 28 października 2016 roku przez MTV. 10 lutego 2017 roku stacja MTV ogłosiła anulowanie serialu.

## Fabuła
Serial skupia się na życiu i pracy Nicole, która zostaje zmuszona zamieszkać ze swoją siostrą i jej czwórką dzieci.

## Obsada

### Główna
- Nicole Byer jako Nicole
- Jacob Wysocki jako Devin
- Jen D'Angelo jako Veronica
- Kevin Bigley jako Derrick
- Allyn Rachel jako Avi
- Hope Shapiro jako Connie
- Lewie Bartone jako Guy

## Odcinki
| Sezon | Sezon | Odcinki | Oryginalna emisja MTV | Oryginalna emisja MTV | Oryginalna emisja | Oryginalna emisja | Oryginalna emisja |
| Sezon | Sezon | Odcinki | Premiera sezonu       | Finał sezonu          | Premiera sezonu   | Finał sezonu      |                   |
| ----- | ----- | ------- | --------------------- | --------------------- | ----------------- | ----------------- | ----------------- |
|       | 1     | 10      | 5 września 2016       | 28 października 2016  | nieemitowany      | nieemitowany      |                   |

### Sezon 1 (2016)
| #  | Tytuł                  | Reżyseria     | Scenariusz                         | Premiera (MTV)       | Premiera     |
| -- | ---------------------- | ------------- | ---------------------------------- | -------------------- | ------------ |
| 1  | Babysitting            | Chioke Nassor | Christian Lander, Christine Zander | 5 września 2016      | nieemitowany |
| 2  | Breakfast with Derrick | Steve Pink    | Jackie Clarke                      | 12 września 2016     | nieemitowany |
| 3  | Six Hour Braid         | Steve Pink    | Grace Edwards                      | 19 września 2016     | nieemitowany |
| 4  | Mistress               | Steve Pink    | Grace Edwards                      | 26 września 2016     | nieemitowany |
| 5  | Danny Boom             |               |                                    | 3 października 2016  | nieemitowany |
| 6  | Stripper               | Linda Mendoza | Laura House                        | 10 października 2016 | nieemitowany |
| 7  | Brother Visits         | Chioke Nassor | Chioke Nassor                      | 21 października 2016 | nieemitowany |
| 8  | Quitting               | Linda Mendoza | Christine Zander, Nicole Byer      | 21 października 2016 | nieemitowany |
| 9  | Green Card             | Linda Wallem  | Jeff Chlebus, Daniel Carter        | 28 października 2016 | nieemitowany |
| 10 | Big Break              | Linda Wallem  | Christian Lander                   | 28 października 2016 |              |

## Produkcja
15 grudnia 2015 roku stacja MTV zamówiła pierwszy sezon serialu.